# Лю Сюн
Лу Сюн, с истинското име Джоу Джаншоу, Джоу Шужън (на традиционен китайски: 魯迅, на опростен китайски: 鲁迅, на пинин: Lǔ Xùn; * 25 септември 1881 г. в Шаосин; † 19 октомври 1936 г. в Шанхай в Китай) e китайски писател и интелектуалец, оказал голямо влияние в развитието на литературата и обществено-политическата мисъл в Китай през първата половина на XX век. Смятан е за основоположник на модерната китайска литература.
Лу Сюн е роден в провинция Джъдзян. Рожденото си име, Джоу Джаншоу, впоследствие сменя на Джоу Шужън. През 1898 г. следва в Морската академия в Нанкин, а през периода1899–1902 г. в Минно-железопътния институт. През 1902 г. заминава за Япония, където изучава медицина. По време на престоя си там Лю Сюн пише първите си текстове.
През 1908 г. Лю Сюн се връща в Китай и преподава естествени науки в Ханджоу и Шаосин. През 1918 г. пише първия си разказ „Дневник на един луд“ (狂人日記 Kuàngrén Rìjì). От 1918 до 1926 г. Лу Сюн живее в Пекин и се бори наред с интелектуалците от Движението четвърти май в Пекинския университет против империализма и отстарелите традиции. През 1926 г. той става професор в Сямън. През 1927 г. Лу Сюн отива в Шанхай, където умира през 1936 г.